# Antonio Ibáñez de Alba
Pour les articles homonymes, voir Ibáñez.
Antonio Ibáñez de Alba, né à Chiclana de la Frontera le 2 décembre 1956, est un ingénieur, chercheur et scientifique espagnol.
Auteur de plus de 200 brevets, il est surtout connu pour son projet de palmiers artificiels destinés à générer des microclimats dans le désert. Dans ce projet, le gouvernement libyen a investi près d'un milliard de dollars pour l'installation de 50 000 palmiers.
Pour cette recherche, contenue dans les manuels scolaires, Antonio Ibáñez De Alba a remporté en 1990 la médaille d'or de l'Organisation mondiale de la propriété intellectuelle,,
,
,
.
Ses recherches ont été citées dans de nombreuses publications scientifiques et dans les médias,
,
,
,
,
,
.

## Biographie

### Début de carrière
Antonio Ibáñez de Alba est né à Chiclana de la Frontera le 2 décembre 1956.
En 1987, il a travaillé pour Gusmer, où il se consacre à l'étude des polyuréthanes.
En 1988, il a collaboré avec RENFE, sur des projets de sécurité, systèmes de freinage et de prévention des collisions frontales, passages à niveau et tunnels.

### Palmiers artificiels
Entre 1980 et 1990, il a développé un projet de palmiers artificiels en Libye pour créer des microclimats dans le désert. Cette recherche, qui apparaît dans les manuels scolaires espagnols, a remporté en 1990 le premier prix du le projet Eureka UE.
En 1990, il a reçu à Genève la médaille d'or de l'Organisation mondiale de la propriété intellectuelle.
Dans ce projet, le gouvernement libyen a investi un milliard de dollars pour l'installation de 50 000 palmiers.

### 1990-2000: Recherches pour la NASA, études océanographiques, etc.
Entre 1990 et 1992, il a travaillé pour la NASA en recherches sur les particules conductrices confinées.
En 1993, il a mené des études océanographiques et des projets d'énergie renouvelable en mer par différence de pression, en collaboration avec le Conseil supérieur de l'énergie espagnol et General Electric,
.
Au cours de ces années, il a également travaillé sur les questions environnementales et sur la désertification avec le gouvernement de l'Arabie Saoudite et d'autres.
Entre 1995 et 1996, il a travaillé comme directeur du développement chez Valores Antillanos, contrôlé par l´ancien président de Banesto, Mario Conde, en faisant recherches sur la sécurité, la reconnaissance d'empreintes digitales, un fax à grande vitesse, des assistants électroniques pour les décisions d'arbitrage, des chaussures intelligentes, des patchs d´insuline pour le diabète, etc.
En 1999, il a réalisé des projets de dessalement d'eau de mer et de développement de moteurs électriques pour automobiles.

### Années 2000
En 2002, il a été directeur recherche et développement de Grupo Marina D'Or, dans le cadre du développement d´un spa marin scientifique.
En 2003, il a remporté un prix lors de la Foire de Barcelone pour sa recherche sur les bassins anti-noyade. Ce système a été commercialisé par AstralPool.
Au cours des années 2004-2006, il a développé des projets de flottabilité en Andorre et Cantabrie.
En 2006, il a remporté le premier prix d´Innovation de Castilla-La Mancha.

### Recherches récentes
En 2010, il a présenté son projet de Centrale électrique basée sur les explosifs,
,

En 2013, il a été invité par la délégation russe à la Station spatiale internationale. La même année, il a présenté un système de transmission d'image par ondes cérébrales.
En 2016 il a présenté un tunnel pour les trains à travers le désert, valable pour le train à grande vitesse Médine-La Mecque,
,
,
.
En 2017, le Club Deportivo Guadalajara a annoncé l'installation dans son stade, pour la saison 2017/2018, de la voile technologique pour terrains de sport,
,
,
.

## Télévision:Generación  XXI
En 2006, Antonio Ibáñez de Alba a fait partie du jury du programme Generación  XXI, présenté par Manuel Campo Vidal.

## Recherches principales
- Boissons auto-chauffantes
- Palmiers en plastique dans le désert
- Système anti-étouffement Happy Bath
- Détection d´incendies
- Études sur marées
- Transmission des ondes cérébrales
- Véhicules électriques à batterie
- Sécurité ferroviaire
- Hidro Taco
- Protection contre le piratage[33]
- Toile technologique pour terrains de sport
- Tunnel pour les trains dans les zones désertiques
- Centrale électrique basée sur les explosifs
- Eau flottant sans sel
- Capsule de détection du cancer du sein